# Atul Butte
Pour les articles homonymes, voir Butte.
Atul J. Butte (né le 26 août 1969 à Philadelphie et mort le 13 juin 2025) est un chercheur en informatique biomédicale et entrepreneur en biotechnologie. Il est professeur émérite à l'Université de Californie à San Francisco. Depuis avril 2015, il est aussi le premier directeur du Bakar Computational Health Sciences Institute de l'UCSF.
Il est préalablement chef de la division de médecine systémique à la faculté de médecine de l'université de Stanford et à l'hôpital pour enfants Lucile Packard, où il occupe le poste de professeur agrégé de pédiatrie et d'informatique, d'immunologie et de rhumatologie.

## Éducation
Atul Butte suit un cursus de formation à l'Université Brown, où il étudie l'informatique. En tant que membre du programme d'éducation médicale libérale de l'école, il est assuré d'être admis à la Brown's Alpert Medical School, où il obtient son doctorat en médecine en 1995.
Il poursuit ses études en pédiatrie et en endocrinologie pédiatrique, toutes deux au Boston Children's Hospital. En 2004, il obtient un doctorat de la Division Harvard-MIT des sciences et technologies de la santé, supervisée par le Dr Isaac Kohane.

## Carrière
Avec un indice h supérieur à 85, il est reconnu par Publons comme un chercheur très cité,. Il fonde deux sociétés de biotechnologie (Personalis et NuMedii) et écrit l'un des premiers livres sur l'analyse des puces à ADN, Microarrays for an Integrative Genomics.
Il vit avec sa femme, Gini Deshpande, spécialisée en biologie du cancer et en biotechnologie, et sa fille à Menlo Park, en Californie,.

## Récompenses
En 2021, il est élu membre de la Société internationale de biologie computationnelle.